# LYAR
LYAR (англ. Ly1 antibody reactive) – білок, який кодується однойменним геном, розташованим у людей на короткому плечі 4-ї хромосоми.  Довжина поліпептидного ланцюга білка становить 379 амінокислот, а молекулярна маса — 43 615.
| 10         |  | 20         |  | 30         |  | 40         |  | 50         |
| ---------- |  | ---------- |  | ---------- |  | ---------- |  | ---------- |
| MVFFTCNACG |  | ESVKKIQVEK |  | HVSVCRNCEC |  | LSCIDCGKDF |  | WGDDYKNHVK |
| CISEDQKYGG |  | KGYEGKTHKG |  | DIKQQAWIQK |  | ISELIKRPNV |  | SPKVRELLEQ |
| ISAFDNVPRK |  | KAKFQNWMKN |  | SLKVHNESIL |  | DQVWNIFSEA |  | SNSEPVNKEQ |
| DQRPLHPVAN |  | PHAEISTKVP |  | ASKVKDAVEQ |  | QGEVKKNKRE |  | RKEERQKKRK |
| REKKELKLEN |  | HQENSRNQKP |  | KKRKKGQEAD |  | LEAGGEEVPE |  | ANGSAGKRSK |
| KKKQRKDSAS |  | EEEAHVGAGK |  | RKRRHSEVET |  | DSKKKKMKLP |  | EHPEGGEPED |
| DEAPAKGKFN |  | WKGTIKAILK |  | QAPDNEITIK |  | KLRKKVLAQY |  | YTVTDEHHRS |
| EEELLVIFNK |  | KISKNPTFKL |  | LKDKVKLVK  |  |            |  |            |

A: Аланін

C: Цистеїн

D: Аспарагінова кислота

E: Глутамінова кислота

F: Фенілаланін

G: Гліцин

H: Гістидин

I: Ізолейцин

K: Лізин

L: Лейцин

M: Метіонін

N: Аспарагін

P: Пролін

Q: Глутамін

R: Аргінін

S: Серин

T: Треонін

V: Валін

W: Триптофан

Кодований геном білок за функцією належить до фосфопротеїнів. 
Задіяний у такому біологічному процесі як поліморфізм. 
Білок має сайт для зв'язування з іонами металів, іоном цинку. 
Локалізований у ядрі.